# Guy de Bourgogne (Kardinal)
Guy de Bourgogne OCist (* in Burgund; † 20. Mai 1272 in Rom) war ein Zisterzienserabt und Kardinal der römisch-katholischen Kirche.

## Abt
Guy (auch Guido genannt) war Abt von Cîteaux von 1257/58 bis 1262. Es gab während seiner Amtszeit nachweisbar beträchtliche Spannungen in der Abtei. Papst Alexander IV. war gezwungen zu intervenieren. In einem Brief vom 13. Juni 1260 schrieb der Papst, um den Frieden im Kloster zu wahren und die Zerstörung der klösterlichen Einheit zu verhindern, er verbiete den Mitgliedern des Ordens, Beschwerde einzulegen außerhalb ihres Ordens, wann immer sie konfrontiert würden mit Schwierigkeiten oder anderem, was die Strenge der Observanz beeinträchtigen könnte.

## Collège des Bernardins
Der Brief bezeugt, dass Beschwerden wohl zum Papst selbst gelangt waren. Eines der Reizthemen war das Wirken Stephans von Lexington, Abt von Clairvaux (1243 – ca. 1255): Er hatte das Collège des Bernardins in Paris errichten lassen. Es diente der Ausbildung der Zisterzienser-Mönche an der Universität, was in den Augen mancher als Verrat an der Zisterzienserobservanz galt. Man sagt, dass Abt Guy de Bourgogne den Abt Stephan von Lexington abgesetzt habe.

## Wirken als Kardinal
Guy de Bourgogne wurde in einem Konsistorium, das am 20. Mai 1262 gehalten wurde, von Papst Urban IV. zum Kardinal kreiert und zum Kardinalpriester von San Lorenzo in Lucina ernannt. Am 8. Juni 1265 wurde Kardinal Guy zum Päpstlichen Legaten für Dänemark, Schweden, Bremen, Magdeburg, Gniezno und Salzburg ernannt.
Kardinal Guido nahm an der sehr langen Papstwahl 1268–1271 in Viterbo teil, die auf den Tod von Clemens IV. folgte. Diese wurde bekannt als das erste Konklave. Er wie auch alle anderen Kardinäle unterschrieben den Protestbrief am 20. August 1270, der benötigt wurde, den Podestà und die Bewohner von Viterbo zu beschwören, die Kardinäle und ihre Entourage nicht zu belästigen. In der letzten Phase der Verhandlungen war er einer der sechs Kardinäle, die in die Kompromiss-Kommission gewählt wurden und am 1. September 1271 endlich Teobaldo Visconti, Erzbischof von Lüttich und Päpstlicher Legat im Heiligen Land, zum Papst wählten. Teobaldo kam im Jänner 1272 in Italien an. Am 19. März wurde er in Rom zum Priester geweiht und am 27. März 1272 konsekriert und gekrönt.
Kardinal Guy de Bourgogne starb weniger als zwei Monate später am 20. Mai 1272.